# 檀润华
檀润华（1958年12月6日—），河北任丘人，工学博士，教授，现任全国政协第十二届全国委员会委员，中国民主促进会河北省第八届委员会副主任，河北工业大学副校长。
2016年，获得TRIZ领域阿奇舒勒奖（Altshuller Award）。